# 슬기로운 의사생활 2
《슬기로운 의사생활 2》는 2021년 6월 17일부터 2021년 9월 16일까지 방영된 tVN 목요드라마이다.
《슬기로운 의사생활 2》가 끝나고 《슬기로운 산촌생활》을 하였다 집필자(이우정)는 KBS 2tV 《1박 2일》로 23회 한국방송작가상 예능(전체 11호) 에 이어 해당 작품을 통해 34회에서 드라마(전체 18호)로 재수상을 했다.

## 기획 의도
누군가는 태어나고 누군가는 삶을 끝내는, 인생의 축소판이라 불리는 병원에서 평범한 듯 특별한 하루하루를 살아가는 사람들과 눈빛만 봐도 알 수 있는 20년지기 친구들의 케미스토리를 담은 메디컬 드라마.

## 등장인물
- 조정석 : 이익준 역 - 42세, 율제병원 간담췌외과 부교수. 우주의 아빠. 익순의 오빠. 송화의 연인.
- 유연석 : 안정원 역 - 42세, 율제병원 소아외과 조교수. 겨울의 연인.
- 정경호 : 김준완 역 - 42세, 율제병원 흉부외과 부교수. 익순의 연인.
- 김대명 : 양석형 역 - 42세, 율제병원 산부인과 조교수. 민하의 연인.
- 전미도 : 채송화 역 - 42세, 율제병원 신경외과 부교수. 익준의 연인.

### 율제병원

#### 간담췌외과
- 전광진 : 종세혁 역 - 38세, 간담췌외과 펠로우
- 이해은 : 국해성 역 - 32세, 간담췌외과 PA간호사
- 김비비 : 함덕주 역 - 37세, 이식코디네이터

##### 주변 인물
- 기은세 : 육혜정 역 - 익준의 전아내. 우주의 엄마.
- 곽선영 : 이익순 역(40세) - 육군 소령. 익준의 여동생. 준완의 연인.
- 김준 : 이우주 역(7세) - 익준의 외동아들.
- 이수미 : 왕이모 역 - 우주를 돌보는 베이비시터.

#### 일반외과
- 신현빈 : 장겨울 역 - 31세, 외과 레지던트 3년 차. 정원의 연인.

##### 소아외과 간호사
- 이지원 : 한현희 역 - 29세, 소아외과 PA 간호사

주변 인물
- 김해숙 : 정로사 역 - 72세, 정원 모. 고 안병우 회장의 아내.
- 김갑수 : 주종수 역 - 72세, 율제재단 이사장.
- 조승연 : 주전 역 - 69세, 율제병원장.
- 성동일 : 정원의 큰 형 역
- 김성균 : 정원의 둘째 형 역
- 예지원 : 정원의 큰 누나 역
- 오윤아 : 정원의 둘째 누나 역

#### 흉부외과

##### 흉부외과 의사
- 정문성 : 도재학 역 - 39세, 흉부외과 치프 레지던트
- 최영우 : 천명태 역 - 52세, 흉부외과 교수.

##### 흉부외과 간호사
- 윤혜리 : 소이현 역 - 33세, 흉부외과 PA 간호사.

주변 인물

#### 산부인과

##### 산부인과 의사
- 안은진 : 추민하 역 - 36세, 산부인과 레지던트 2년 차. 석형의 연인.
- 김혜인 : 명은원 역 - 28세, 산부인과 레지던트 2년 차.

##### 산부인과 간호사
- 김지성 : 한승주 역 - 41세, 산부인과 분만실 간호사. 분만실 경력 15년.
- 설유진 : 은선진 역 - 36세, 산부인과 PA간호사

##### 주변 인물
- 문희경 : 조영혜 역(64세) - 석형의 엄마.
- 김선화 : 조영혜 동생 역 - 석형의 이모.
- 남명렬 : 양태양 역(69세) - 석형의 아버지. 태건 어패럴 대표.
- 이소윤 : 김태연 역(37세) - 석형 부의 내연녀

#### 신경외과

##### 신경외과 의사
- 문태유 : 용석민 역 - 33세, 신경외과 치프 레지던트
- 하윤경 : 허선빈 역 - 31세, 신경외과 레지던트 3년 차
- 서진원 : 민기준 역(55세) - 율제병원 신경외과 교수.

##### 신경외과 간호사
- 양조아 : 황재신 역 - 39세, 신경외과 PA 간호사.
- 서은교 : 염지완 역 - 신경외과 병동 간호사

주변 인물

##### 외과
- 이노아 : 이영하 역 - 35세, 외과 병동 간호사.
- 이달 : 김재환 역 - 28세, 외과 병동 신입 간호사.
- 송덕호 : 외과인턴 역

##### 응급의학과
- 최영준 : 봉광현 역 - 42세, 응급의학과 조교수.
- 이세희 : 강소예 역 - 35세, 율제병원 응급의학과 펠로우. 봉광현의 친한 후배.
- 임지호 : 연제민 역 - 27세, 율제병원 응급의학과 전공의.

주변 인물
- 박한솔 : 선우희수 역 - 26세, 응급실 간호사

##### 그 외 인물
- 김수진 : 송수빈 역 - 45세, 율제병원 수간호사
- 조이현 : 장윤복 역 - 24세, 본과 3학년 실습생. 장홍도의 쌍둥이
- 배현성 : 장홍도 역 - 24세, 본과 3학년 실습생. 장윤복의 쌍둥이

### 그 외 인물
- 황영희 : 간이식 환자 엄마 역
- 박승태 : 간이식 환자 할머니 역
- 염혜란 : 민영 엄마 역
- 박형수 : 편 변호사 역
- 이종구 : 황 회장 역
- 김한종 : 공형우 역
- 김성철 : 노진혁 역
- 김국희 : 갈바람 역
- 김대곤 : 갈바람 남편 역
- 정유민 : 정은빈 역
- 심달기 : 찬형 모 역
- 고아라 : 고아라 역 - 익준의 전 연인. 배우.
- 정두겸 : 고아라 아버지 역
- 허순미 : 임신부 역
- 윤병희 : 임신부의 남편 역
- 우정원 : 염세희 역 - 산부인과 교수
- 하이안 : 재훈, 재용 역 - 아동 학대 피해 아이
- 배유리 : 사회복지사
- 김선영 : 최무성 아내 역 - 익준의 환자
- 최무성 : 김선영 남편 역 - 금은방 주인
- 김익태 : 최종원 역 - 간암 환자
- 정민성 : 간 이식 환자 역
- 이재인 : 소미 역 - 송수빈 선생의 딸
- 장격수 : 지아 아빠 역
- 최성민 : 마라톤 장내 아나운서
- 은지원 : 라디오DJ
- 이수근 : 라디오DJ
- 이천무 : 육원준 역(5세) - 장기기증자 육희관의 아들
- 황재열 : 보호자 역
- 김강민 : 임창민 역 - 인턴
- 박정우 : 장가을 역 - 겨울의 남동생
- 김범수
- 남중규 : 최세훈 역

## 시청률
| 시즌 | 시즌 | 에피소드 번호 | 에피소드 번호 | 에피소드 번호 | 에피소드 번호 | 에피소드 번호 | 에피소드 번호 | 에피소드 번호 | 에피소드 번호 | 에피소드 번호 | 에피소드 번호 | 에피소드 번호 | 에피소드 번호 | 평균  |
| 시즌 | 시즌 | 1             | 2             | 3             | 4             | 5             | 6             | 7             | 8             | 9             | 10            | 11            | 12            | 평균  |
| ---- | ---- | ------------- | ------------- | ------------- | ------------- | ------------- | ------------- | ------------- | ------------- | ------------- | ------------- | ------------- | ------------- | ----- |
|      | 1    | 1.698         | 2.050         | 2.382         | 2.476         | 3.064         | 3.082         | 3.247         | 3.332         | 3.126         | 3.277         | 3.463         | 3.579         | 2.898 |
|      | 2    | 2.629         | 2.494         | 2.876         | 2.857         | 3.338         | 3.573         | 2.920         | 3.433         | 3.470         | 3.342         | 3.649         | 3.853         | 3.203 |

## 결방 사유
- 2021년 7월 29일 : 대본 퀄리티 유지 및 코로나19 여파로 인해 촬영 스케줄 지연 문제로 스페셜 방송 (하드털이)으로 대체.
- 2021년 9월 2일 : 2022 카타르 월드컵 아시아 지역 최종 예선 대한민국 vs 이라크 경기 중계방송 편성 관계로 결방.

## OST
| #  | 제목                                              | 재생 시간 |
| -- | ------------------------------------------------- | --------- |
| 1. | 〈이젠 잊기로 해요 (Drama Ver.)〉 (미도와 파라솔) |           |
| 2. | 〈벌써일년 (Drama Ver.)〉 (미도와 파라솔)         |           |

| #  | 제목                                            | 재생 시간 |
| -- | ----------------------------------------------- | --------- |
| 1. | 〈넌 네게 반했어 (Drama Ver.)〉 (미도와 파라솔) |           |
| 2. | 〈비와당신 (Drama Ver.)〉 (미도와 파라솔)       |           |
| 3. | 〈나는 너 좋아(Drama Ver.)〉 (미도와 파라솔)    |           |

| #  | 제목                  | 재생 시간 |
| -- | --------------------- | --------- |
| 1. | 〈비와당신〉 (이무진) |           |
| 2. | 〈비와당신〉 (Inst.)  |           |

| #  | 제목                           | 재생 시간 |
| -- | ------------------------------ | --------- |
| 1. | 〈가을우체국 앞에서〉 (김대명) |           |
| 2. | 〈가을우체국 앞에서〉 (Inst.)  |           |

| #  | 제목                      | 재생 시간 |
| -- | ------------------------- | --------- |
| 1. | 〈나는 너 좋아〉 (장범준) |           |
| 2. | 〈나는 너 좋아〉 (Inst.)  |           |

| #  | 제목                              | 재생 시간 |
| -- | --------------------------------- | --------- |
| 1. | 〈누구보다 널 좋아해〉 (트와이스) |           |
| 2. | 〈누구보다 널 사랑해〉 (Inst.)    |           |

| #  | 제목                   | 재생 시간 |
| -- | ---------------------- | --------- |
| 1. | 〈좋아 좋아〉 (조정석) |           |
| 2. | 〈좋아 좋아〉 (Inst.)  |           |

| #  | 제목                         | 재생 시간 |
| -- | ---------------------------- | --------- |
| 1. | 〈슈퍼스타〉 (미도와 파라솔) |           |
| 2. | 〈슈퍼스타〉 (Inst.)         |           |

| #  | 제목                         | 재생 시간 |
| -- | ---------------------------- | --------- |
| 1. | 〈너에게 (to you)〉 (유연석) |           |
| 2. | 〈너에게 (to you)〉 (Inst.)  |           |

| #  | 제목                                             | 재생 시간 |
| -- | ------------------------------------------------ | --------- |
| 1. | 〈여전히 아름다운지〉 (세븐틴)                   |           |
| 2. | 〈여전히 아름다운지〉 (Inst.)                    |           |
| 3. | 〈여전히 아름다운지(Drama.ver)〉 (미도와 파라솔) |           |

| #  | 제목              | 재생 시간 |
| -- | ----------------- | --------- |
| 1. | 〈회상〉 (정경호) |           |
| 2. | 〈회상〉 (Inst.)  |           |

| #  | 제목                                        | 재생 시간 |
| -- | ------------------------------------------- | --------- |
| 1. | 〈It's My Life〉 (윤미래)                   |           |
| 2. | 〈It's my life〉 (Inst.)                    |           |
| 3. | 〈It's my life(Drama.ver)〉 (미도와 파라솔) |           |

| #  | 제목                                         | 재생 시간 |
| -- | -------------------------------------------- | --------- |
| 1. | 〈하늘을 달리다〉 (HYNN(박혜원))             |           |
| 2. | 〈하늘을 달리다〉 (Inst.)                    |           |
| 3. | 〈하늘을 달리다(Drama.ver)〉 (미도와 파라솔) |           |

| #  | 제목                                     | 재생 시간 |
| -- | ---------------------------------------- | --------- |
| 1. | 〈Butterfly〉 (전미도)                   |           |
| 2. | 〈언젠가는〉 (미도와 파라솔)             |           |
| 3. | 〈Butterfly〉 (Inst.)                    |           |
| 4. | 〈언젠가는〉 (Inst.)                     |           |
| 5. | 〈Butterfly(Drama.ver)〉 (미도와 파라솔) |           |